# Осипов, Михаил Михайлович
Михаи́л Миха́йлович О́сипов (27 июля 1918 — 26 мая 1943) — советский военный лётчик, Герой Советского Союза (1942).

## Биография
Михаил Осипов родился 27 июля 1918 года в селе Кондоль Петровского уезда Саратовской губернии (ныне — Пензенского района Пензенской области) в крестьянской семье.
После окончания 7 классов школы поступил на работу на завод в Пензу.
Увлёкся небом, учился в аэроклубе. Продолжил обучение в Пермской военно-авиационной школе, окончил курсы командиров звеньев.
С 1938 года в Красной Армии. С сентября 1941 года на фронте.
В 1942 году вступил в ВКП(б).
Свой геройский поступок командир звена 8-го истребительного авиационного полка (5-й резервной авиационной группы Южного фронта) лейтенант Михаил Осипов совершил 23 января 1942 года. В этот день он вылетел на истребителе Як-1, выполняя приказ по прикрытию наступающих кавалерийских частей в районе города Барвенково Харьковской области. В воздушном бою, когда у М. М. Осипова закончились боеприпасы, он сблизился с самолётом противника и винтом своего самолёта отрубил хвостовое оперение у вражеского бомбардировщика. После этого совершил посадку на своей территории. За этот подвиг был представлен к награждению звания Героя Советского Союза. 
Указом Президиума Верховного Совета СССР «О присвоении звания Героя Советского Союза начальствующему составу Военно-воздушных сил Красной Армии» от 6 июня 1942 года за «образцовое выполнение боевых заданий командования на фронте борьбы с немецкими захватчиками и проявленные при этом отвагу и геройство» удостоен звания Героя Советского Союза с вручением ордена Ленина и медали «Золотая Звезда». 
К февралю 1942 года Михаил Осипов произвёл 127 боевых вылетов, в 26 воздушных боях сбил лично 5 вражеских самолётов, а также 3 — в составе группы. Был тяжело ранен, несколько месяцев лечился в госпитале, затем вернулся в свой полк.
26 мая 1943 года  помощник командира по воздушно-стрелковой службе 42-го гвардейского истребительного авиационного полка гвардии капитан М. М. Осипов погиб в воздушном бою в ходе воздушных сражений на Кубани в районе станицы Киевской (ныне село Киевское).
К моменту гибели совершил 223 боевых вылета, провёл 45 воздушных боёв, сбил 9 самолётов лично и 4 в группе.
Был награждён двумя орденами Красного Знамени (23.12.1941, 10.04.1942) и орденом Красной Звезды (14.10.1942).
В память о герое его именем названы улица и средняя школа в родном селе Кондоль.